# Улус Бату
Улус Бату, Улус Батия — середньовічне племінне адміністративне державне утворення Золотої Орди, що належало кочовим племенам Заволзького степу.

## Історія

### Домонгольське населення
За домонгольської доби заволзькі степи були прикордонним краєм між Половецькою землею та Дешт-і-Кипчак. Поодинокі кам'яні баби й кургани не дозволяють говорити про значну постійну присутність половців або кипчаків у цьому краї в 11 — початку 13 сторіччя. Не виключено, що периферійне положення заволзьких степів у цей час дозволило частково зберегти за собою цю територію переможеним огузо-печенізьким (кангли) та алано-хозарським племенам. Таке припущення виходить з аналогічної, добре відомої ситуації, що складалася на заході (бузько-дністровські печеніги) та півночі (чорні клобуки, торки, дикі половці) Половецького поля.
Письмові джерела 12—13 сторіч відзначають різницю народів цього краю від половецько-кипчацьких племен й називають їх «саксин». Так арабський історик Ельджезері пише про повернення після походу на половців монгольського війська: "Вирушили вони (звідти) у Саксин, повертаючись до свого царя Чингісхана, й звільнилася від них земля кипчаків."

### Улус за монголів

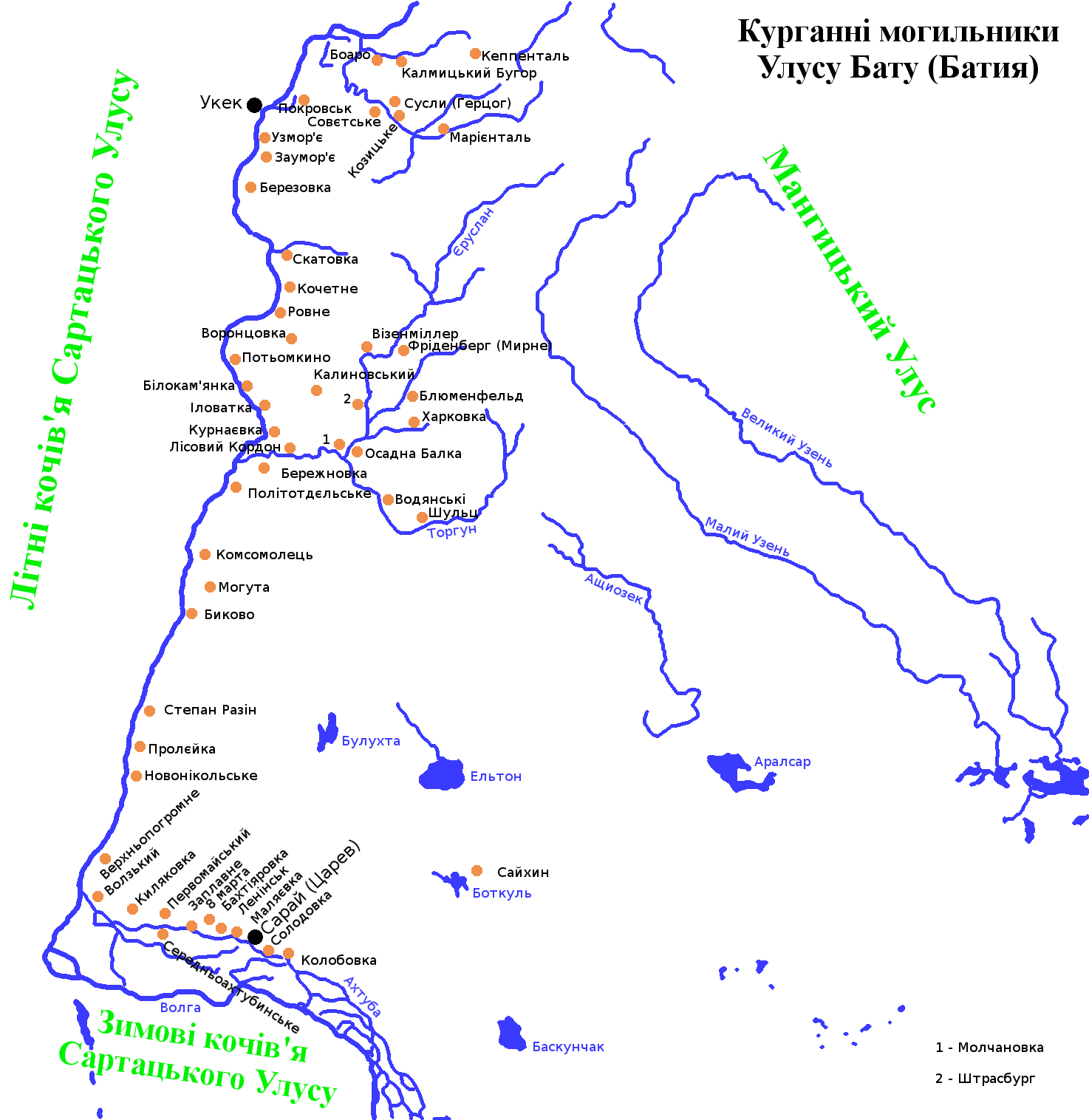
Курганні могильники Батийового Улусу Золотої Орди

Монгольське завоювання докорінно змінює заволзькі степи, перетворюючи Ітіль (Волга) з кордону Половецької землі й Дешт-і-Кипчаку на центр монгольської держави Золотої Орди. В результаті міграції із завойованих монголами країв істотно збільшилося спочатку кочове, а потім й осіле населення краю. Виникли великі й дрібні міста. Лівобережжя Ітілю перетворилося на улус Бату — «домен» хана, центром кочової держави та війська.
Улус Бату й Берке за правління Берке були об'єднано у єдиний улус, хоча зберігали самостійні внутрішні міграції, що були закріплені джучидами на початку.
Відомості за літні пасовища улусу збереглися у повідомленнях західноєвропейських мандрівників, що стверджували про розташування літнього стану Бату-хана навпроти міста Укек, й то що вище Волгою він ніколи не підіймався. На карті XIV сторіччя у цьому місці на лівому березі Волги стоїть значок з підписом «yolachi», що близьке тюркському «яйлак» — літник.
Археологічні дослідження Саратовського Заволжя виявили значне поселення (близько 60 га) на лівому березі річки Великий Караман в урочищі «Лисяча балка» поблизу села Радянське, що, ймовірно, може бути порівняно з літньою ставкою улусу Бату. Власне літніми пасовищами улусу, очевидно, слід вважати берега невеликих степових приток Волги: Великого й Малого Караманів, Торгуну, Еруслану, Солоної Куби.
Зимові пасовища улусу Бату, ймовірно, займали вузьку смугу узбережжя Ахтуби від Верхньоахтубинського до Царевого городища. Ще у 19 сторіччі дослідники старожитностей та краєзнавці спостерігали в цьому районі на просторі 70 верст «руїни майже суцільні й здебільшого величезні».
Землеробська округа Сарай ал-Джадід — нової столиці Золотої Орди, суцільно зайнята різними будівлями, садами та ланами, була найпривабливіша для зимівлі кочовиків. Околиці Сарая, відомі у 18 сторіччі як Цареві Поди (або Царські Луки), очевидно, раніше використовувалися як пасовиська великої рогатої худоби та коней. Також сприятливе утримання вівці та верблюдів в умовах напівпустелі Надкаспійської низовини з порівняно теплою зимою, часто без стійкого снігового покриву, цілком дозволяла тримати стада на підніжному корму з полину та солянок.
Найбільше скупчення кочівницьких курганів в улусі збігається з розташуванням численних осілих містечок та поселень, що вказує на існування значної контактної зони осілої й кочової культурних традицій Золотої Орди. Курганні могильники золотоординських кочовиків розташовано у безпосередній близькості з ґрунтовими кладовищами осілого населення. Найчисельнішими родовими могильниками кочовиків є мазари й мавзолеї. Сучасні археологічні дослідження великих могильників (близько сотні насипів й більше) Ахтубинської заплави — Царев, Бахтіяровка-I, -II, -III, Маляєвка — вказують на те, що в XIV сторіччі деякі зі збіднілих кочовиків вже залишаються на зимівлю й переходять до осілості.
Місце осінньо-весняних пасовищ улусу повністю не з'ясовано, проте очевидно, що вони займали проміжне положення між літниками й зимівниками, ймовірно, у районі Биково. Тут досліджено досить великий могильник з близько 30 курганів. Розподіл літніх пасовищ вимагав більш дрібний поділ улусу, тому на його півночі у Саратовському Заволжжі, могильників стає значно більше, а кількість поховань в них зменшується (у середньому 5-6 поховань): Покровськ, Заумор'є, Рівне, Мирне, Березовка та інші.
У певний момент проблеми з зимовими пасовищами стали відчутні для кочовиків улусу Бату, могильниками яких рясніє Волго-Ахтубінська заплава від Царева до Середньоахтубинського городищ. В районі золотоординської столиці виникають величезні кочівницькі могильники (Царев, Бахтіяровка), що свідчить про виключно велику щільність населення улусу Бату на досить обмеженій території зимових пасовищ. Через необмежене зростання чисельності худоби почалися міграції у раніше слабозаселенні райони степу. У випадку з улусом Бату у другій половині XIV сторіччя це був центральний край міжріччя Волги та Яїка. Така міграція трапилася за часу «Великої зам'ятні» з охопленого міжусобною війною улусу Бату. Це призводить до появи наприкінці XIV сторіччя невеликого, але вже досить самостійного Мангитського улусу, що поступово переростає в могутню Ногайську Орду.